# Тоян
Тоя́н (Тоя́н Ермаше́тов, иногда Тая́н) — князь небольшого татарского племени эушта (эуштинцев), обитавшего в конце XVI — начале XVII века на берегах реки Томи в районе современного города Томска (согласно данным переписным грамотам, в которых, возможно, учтены только трудоспособные мужчины, численность эуштинцев составляла около 300 человек).
В конце XVI века русские казаки под руководством Ермака, разгромив войско Кучума, овладели Сибирским ханством (в состав которого не входили земли эуштинцев) и начали освоение сибирских земель.
Следуя совету посетившего его в 1599 году Василия Тыркова, летом 1603 года в Москву к Борису Годунову отправился в составе посольства и князь Тоян. 20 января 1604 года он прибыл в Москву и подал царю челобитную с просьбой о приёме его племени под власть Русского царства и возведении в его эуштинской земле города — чтобы мог он, «всех государевых непослушников» «сказывать и приводить… под государеву царскую высокую руку»; так покорены будут все окрестные народы (Тоян перечислил их в челобитной) и «ясак с них имати можно будет». Борис Годунов принял племя Тояна под покровительство Москвы, эуштинцы были освобождены от ясака, в отличие от соседних народов, вожди которых не поторопились присягнуть на верность первыми.
25 марта 1604 года Борис Годунов послал казачьего голову Гаврилу Писемского из Сургута и стрелецкого голову Василия Тыркова из Тобольска с заданием основать город на берегу реки Томи, а уже к 27 сентября (7 октября) 1604 года Томский острог был построен. Находился он на Воскресенской горе, на правом берегу Томи, напротив расположенного на левом берегу поселения эуштинцев — Тоянова городка. Жили татары и на правом берегу Томи, на Юрточной горе. Томск стал важным стратегическим военным центром, в течение всего XVII века обеспечивавшим безопасность местного населения — в 1614, 1617, 1657 и 1698 годах отражал набеги кочевников (См. История Томска#XVII век).
Эуштинские татары считались служилыми людьми и участвовали во всех военных операциях томских казаков. Сам Тоян проявил себя не только дальновидным политиком, но и дипломатом.
4 февраля 1609 году Тоян вместе с Василием Свияженином, Иваном Коломной и Иваном Петлиным был послан томскими воеводами В. В. Волынским и М. И. Новосельцевым с дипломатической миссией к вождю телеутов Абаку. В результате этого посольства «князь Абак и его мурзы со своими людьми на том государю царю и великому князю Василью Ивановичу всеа Русии шертовали, что им быть под царскою рукою неотступным и государю служить и прямить».
Летом 1621 года томские воеводы князь Иван Шеховской и Максим Радилов послали его «в Белые Колмаки к Абаку для вестей проведывати про чёрных колмаков. И князь Тоян, господине, ис Калмаков приехал к нам в Томской город в прошлом же, во 129 году августа в 21 день. И в роспросе князь Тоян нам сказал, что тайши все, Тойла и Курагалай и Мерген-тайша, и иные все тайши и чорны калмыки пришли все на Обь реку… [пропуск в тексте] …на устье реки Чюмыша зделали городок… [пропуск в тексте] …им в горотке зимовати и кочевати де им меж Оби и Томи реки, меж Томского города и Кузнецкого острогу. А сошлися де они на Обь и гарадок зделали, что их побил Алтын-царь и у Карагуля жен н детей поймал. А слажился де Алтын-царь с Казадцкою землею, а казацкие люди с нагаи, и где де ане в степех кочевали, и с тех с их кочевья збили. И одноконечно, господине, всем чёрным колмакам кочевати меж Оби реки, а ждут де на собя вскоре Казачьи орды и нагай, а з другой стороны Алтына-царя.»